# Tivoli Gardens FC
El Tivoli Gardens Football Club es un club de fútbol de Jamaica con sede en la ciudad de Kingston, juega en la Liga Premier Nacional de Jamaica y su sede es el Railway Oval.

## Historia
Fundado en 1970 por el ministro Edward Seaga, quien sirvió al Parlamento por 40 años, ha sido campeón cinco veces y su primer campeonato fue en 1983.
El club tiene su sede de operaciones en terrenos de la Corporación Ferroviaria de Jamaica.

## Palmarés
- Campeonato de Clubes de la CFU: 0

Subcampeón (1): 2004
- Liga Premier Nacional de Jamaica: 5

1983, 1999, 2004, 2009, 2011
- Copa de Campeones de la JFF: 3

1999, 2006, 2011

## Jugadores destacados
- Keammar Daley
- Fabian Davis
- Ricardo Fuller
- Jermaine Johnson
- Marco McDonald
- Oraine Simpson †

## Entrenadores
- Calvert Fitzgerald (2006-2007)
- Desmond Francis (2007)
- Glendon 'Admiral' Bailey (2008)
- Lenworth Hyde sr. (2008-2010)
- Desmond Francis (2010)
- Glendon 'Admiral' Bailey (2010- )